# Eurovision Song Contest
Eurovision Song Contest (tiếng Việt: Cuộc thi Ca khúc Truyền hình châu Âu, tiếng Pháp: Concours Eurovision de la chanson), còn gọi là Eurovision hoặc viết tắt là ESC, là một cuộc thi về các ca khúc được tổ chức luân phiên hàng năm giữa các nước thành viên thuộc Liên hiệp Phát sóng châu Âu (European Broadcasting Union - EBU). Nước chiến thắng cuộc thi lần trước sẽ giành được quyền đăng cai cuộc thi kế tiếp, thường là vào tháng 5. Hiện cuộc thi đang là một trong những chương trình truyền hình lâu đời nhất và cũng là một trong những sự kiện phi thể thao được xem nhiều nhất trên thế giới, với số lượng khán giả theo dõi trực tiếp vào khoảng từ 100 triệu đến 600 triệu trên toàn cầu.
Cuộc thi được tổ chức lần đầu vào năm 1956 và được biết với tên tiếng Anh là Eurovision Grand Prix, tiếng Pháp là Grand Prix Eurovision de la Chanson Européenne. Đa số các quốc gia thuộc châu Âu đã tham gia ít nhất một lần trong lịch sử của cuộc thi, và vài quốc gia không thuộc châu Âu cũng tham gia như Israel và Úc. Ngày nay, Eurovision cũng đã được phát sóng ngoài lãnh thổ châu Âu đến những quốc gia khác như Argentina, Brazil, Brunei, Canada, Trung Quốc, Colombia, Ai Cập, Ấn Độ, Indonesia, Nhật Bản, Jordan, Malaysia, Mexico, New Zealand, Philippines, Singapore, Hàn Quốc, Nam Phi, Suriname, Đài Loan, Thái Lan, Hoa Kỳ, Uruguay, Venezuela và Việt Nam mặc dù những nước này không tham gia. Cuộc thi được phát sóng trực tiếp qua truyền hình và radio. Từ năm 2000, cuộc thi bắt đầu được phát sóng qua Internet trên trang web eurovision.tv.
Ngoài ra, còn có Junior Eurovision Song Contest được tổ chức hàng năm, từ năm 2003, cho trẻ em từ 8 đến 15 tuổi, Eurovision Young Musicians và Eurovision Young Dancers.

## Thể lệ và bình chọn
Thể lệ của cuộc thi trải qua thay đổi suốt nhiều năm, tuy nhiên, những thể lệ cơ bản vẫn là:

### Ca khúc
- Các ca khúc được trình bày không có lời lẽ phỉ báng, lỗ mãng, không nhằm mục tiêu chính trị, không kích động chiến tranh.
- Tính đến thời điểm tham dự cuộc thi, tất cả những bài hát tham dự phải là bài hát mới, chưa từng được biểu diễn trước công chúng hoặc biểu diễn vì mục đích thương mại. Các bài hát đó không được phát hành trước ngày 1 tháng 9 của năm trước năm diễn ra cuộc thi.
- Bài hát không được dài quá 3 phút.

### Nghệ sĩ
- Nghệ sĩ chỉ được phép hát trực tiếp trên sân khấu, có thể đi kèm với dàn hát bè.
- Nghệ sĩ không được phép đại diện hai quốc gia trở lên trong một cuộc thi.
- Mỗi phần trình diễn trên sân khấu chỉ được phép có tối đa 6 người. Người trình diễn phải đủ hoặc trên 16 tuổi vào ngày thi Chung kết.
- Ca sĩ tham gia thông qua những đài truyền hình thuộc hệ thống EBU của quốc gia mình, sau đó các đài sẽ lựa chọn một ca sĩ và một bài hát để tiếp tục đại diện cho quốc gia mình đi thi quốc tế. Các đài có thể lập ủy ban để tự bầu đại diện, hoặc tổ chức vòng loại quốc gia được phát sóng trên truyền hình để bầu dại diện cho quốc gia mình.

### Phát sóng
- Những nước tham gia đưa ra những bài hát của mình, cuộc trình diễn sẽ được truyền trực tiếp trên mạng EBU tới mọi nước từ một sân khấu trong thành phố chủ nhà.
- Cuộc thi được phát sóng trực tiếp trên trang web chính thức của chương trình (eurovision.tv) từ năm 2000 và trên YouTube kể từ năm 2015.

### Trình diễn
- Mỗi một bài hát chỉ được thể hiện trực tiếp một lần trong một đêm và phải hát trực tiếp.
- Từ năm 1956 đến năm 1998, nhạc nền của các bài hát được dàn giao hưởng của cuộc thi chơi. Từ năm 1999 trở đi, nhạc nền của các bài hát được ghi âm trước, tuy nhiên không được phép đi kèm giọng người hát chính. Từ năm 2021 trở đi, nhạc nền được phép đi kèm với giọng hát đệm bè.

### Quốc gia tham dự
- Tối đa 44 quốc gia có thể tham dự cuộc thi, với 26 quốc gia vào vòng chung kết. 
  - 20 quốc gia có số điểm cao nhất sau hai vòng bán kết sẽ được vào chung kết: 10 quốc gia từ bán kết 1 và 10 quốc gia từ bán kết 2.
  - Nước chủ nhà (bắt đầu từ năm 1958 được mặc định là quốc gia vô địch năm trước) và năm quốc gia Anh, Đức, Pháp, Ý, Tây Ban Nha (được gọi chung là "Big Five") được đặc cách vào thẳng chung kết vì các quốc gia này đóng góp tài chính cho cuộc thi nhiều nhất. Nếu nước chủ nhà là một trong các nước thuộc nhóm "Big Five", tổng số quốc gia tham dự chung kết sẽ giảm xuống còn 25. Riêng năm 2015, Úc lần đầu tiên tham dự cuộc thi và được dặc cách vào thẳng chung kết với tư cách là khách mời đặc biệt, nâng tổng số quốc gia tham dự chung kết cuộc thi năm đó lên 27.

### Bình chọn

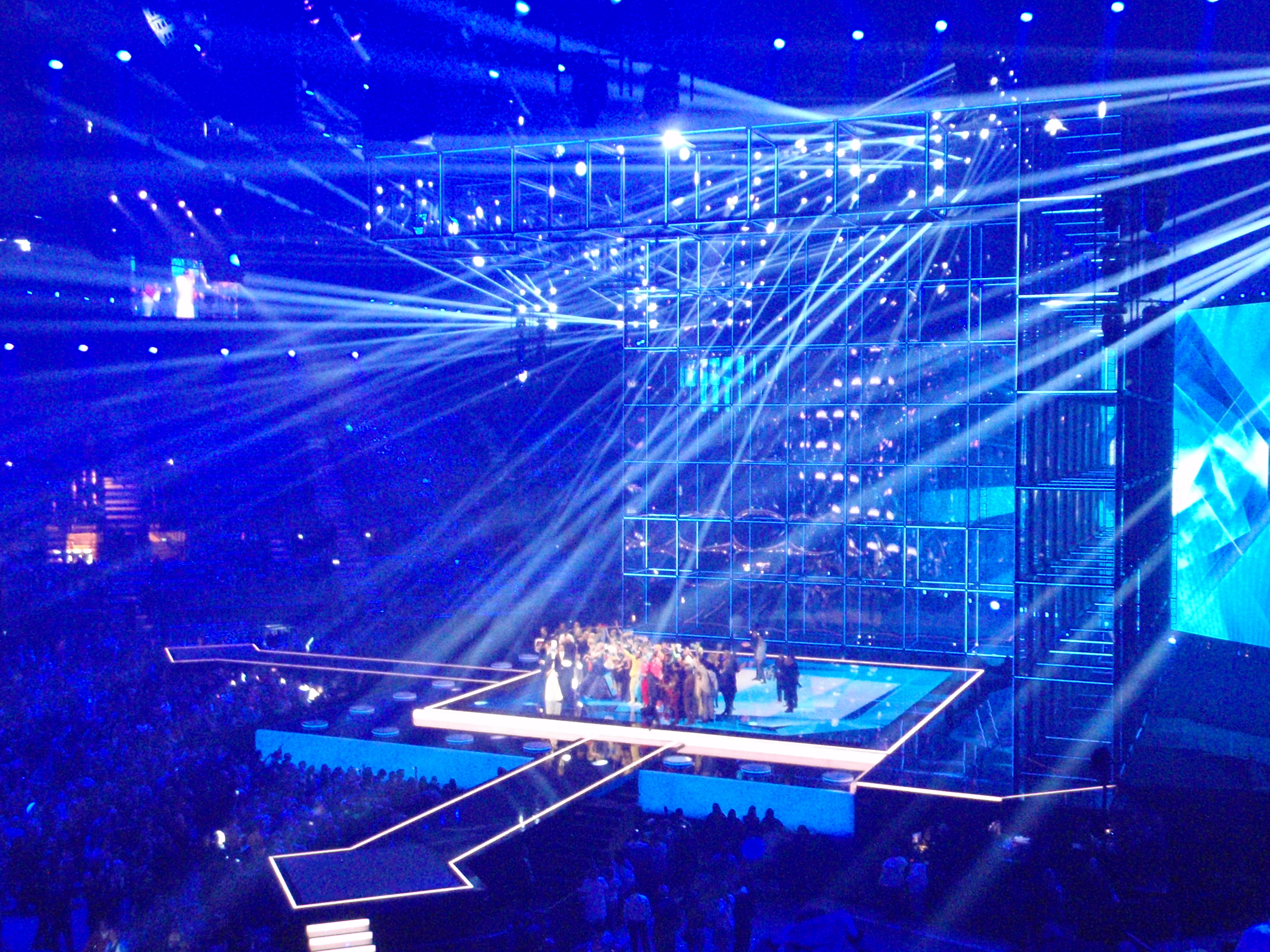
Cuộc thi năm 2014 tại Copenhagen

Thể lệ bình chọn của cuộc thi đã trải qua nhiều thay đổi xuyên suốt các năm. Dưới đây là thể lệ bình chọn của cuộc thi năm 2023:

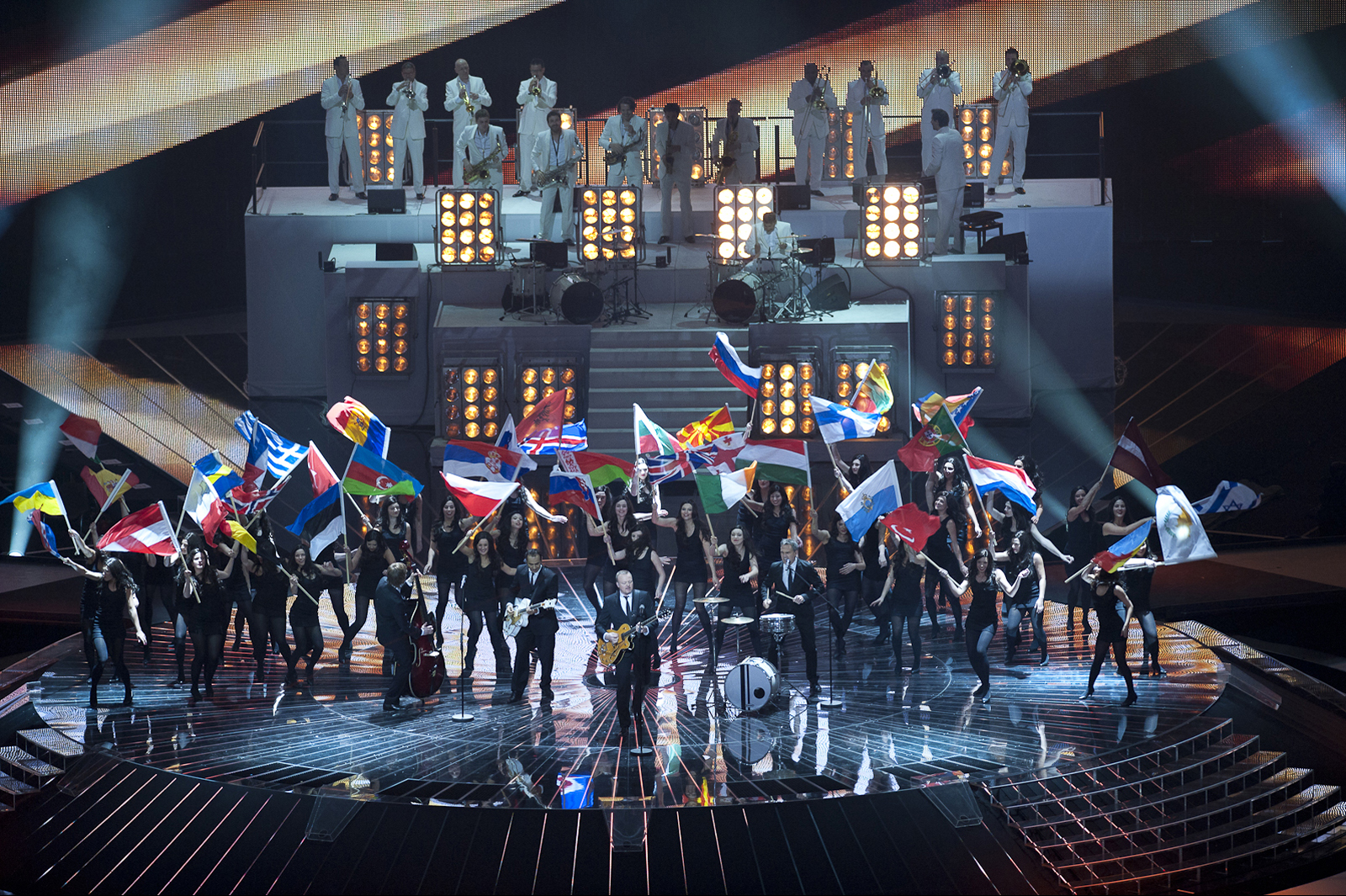
Khai mạc cuộc thi năm 2011 tại Düsseldorf

- Sau khi tất cả các bài hát đã được trình diễn, khán giả được bình chọn ca khúc mình yêu thích bằng cách gọi điện thoại, SMS hoặc bình chọn qua ứng dụng của chương trình, nhưng không được quyền bình chọn cho ca khúc của nước mình. Khán giả từ các quốc gia không tham dự cuộc thi trên toàn thế giới cũng sẽ được quyền bình chọn, dưới danh nghĩa "Phần còn lại của thế giới".

- Phiếu bình chọn sẽ được tính tổng và chuyển thành điểm theo từng quốc gia. Phiếu bình chọn từ "Phần còn lại của thế giới" cũng sẽ được tập hợp lại và tính tổng, và được chuyển thành điểm tương đương một quốc gia tham dự.

- Số điểm bình chọn của khán giả của từng quốc gia sẽ được cộng lại trong vòng bán kết. Mười quốc gia có điểm cao nhất trong hai vòng bán kết sẽ được tham gia vòng chung kết.

- Một ngày trước ngày phát sóng, hội đồng giám khảo các quốc gia tham dự sẽ ngồi lại để xem buổi tổng duyệt thứ hai của vòng chung kết, và sau đó kết quả của ban giám khảo từng quốc gia sẽ được gửi đến EBU để tổng hợp.

- Trong vòng chung kết, mỗi ban giám khảo của từng quốc gia phải công bố số điểm bình chọn của quốc gia đó. Mười ca khúc nhận được số phiếu nhiều nhất sẽ được công bố trên màn hình.

- Các quốc gia sẽ bình chọn theo cấu trúc sau: 12 điểm dành cho quốc gia được bình chọn nhiều nhất, 10 điểm dành cho quốc gia được bình chọn nhiều thứ hai và từ 8 điểm đến 1 điểm cho 8 quốc gia được bình chọn nhiều thứ 3 đến quốc gia có bình chọn cao thứ 10.

- Thang điểm sẽ được tính như sau:
  - 12 điểm cho quốc gia được bình chọn nhiều nhất;
  - 10 điểm cho quốc gia được bình chọn nhiều thứ nhì;
  - Từ 8 đến 1 điểm cho các quốc gia còn lại, xếp theo thứ tự được bình chọn từ nhiều nhất đến ít nhất.

- Người công bố kết quả của mỗi quốc gia sẽ công bố kết quả của hội đồng giám khảo quốc gia đó. Điểm số của hội đồng giám khảo sẽ được hiện trên màn hình theo thứ tự từ điểm 1 đến điểm 8, và sau đó sẽ công bố quốc gia nhận điểm 12.

- Sau đó, người dẫn chương trình sẽ công bố điểm bình chọn của khán giả. Số phiếu binh chọn từ "Phần còn lại của thế giới" sẽ được gộp lại và chuyển thể thành một bộ điểm riêng biệt, tương ứng với một quốc gia bầu chọn. Dẫn chương trình sẽ công bố điểm bình chọn của khán giả bắt đầu từ quốc gia nhận được ít số điểm nhất từ hội đồng giám khảo, và từ đó đi dần lên đến quốc gia nhận được nhiều số điểm nhất từ hội đồng giám khảo. Điểm của giám khảo và khán giả được cộng lại tạo thành điểm chung cuộc của quốc gia đó.

- Cuối cùng, quốc gia nào có điểm chung cuộc cao nhất sẽ giành chiến thắng. Nếu có từ 2 quốc gia trở lên bằng điểm nhau thì xét thêm lần lượt các tiêu chí sau:

1. Số quốc gia bình chọn cho từng quốc gia bằng điểm;
2. Số lượng điểm 12 mà từng quốc gia nhận được.

## Thông tin thêm

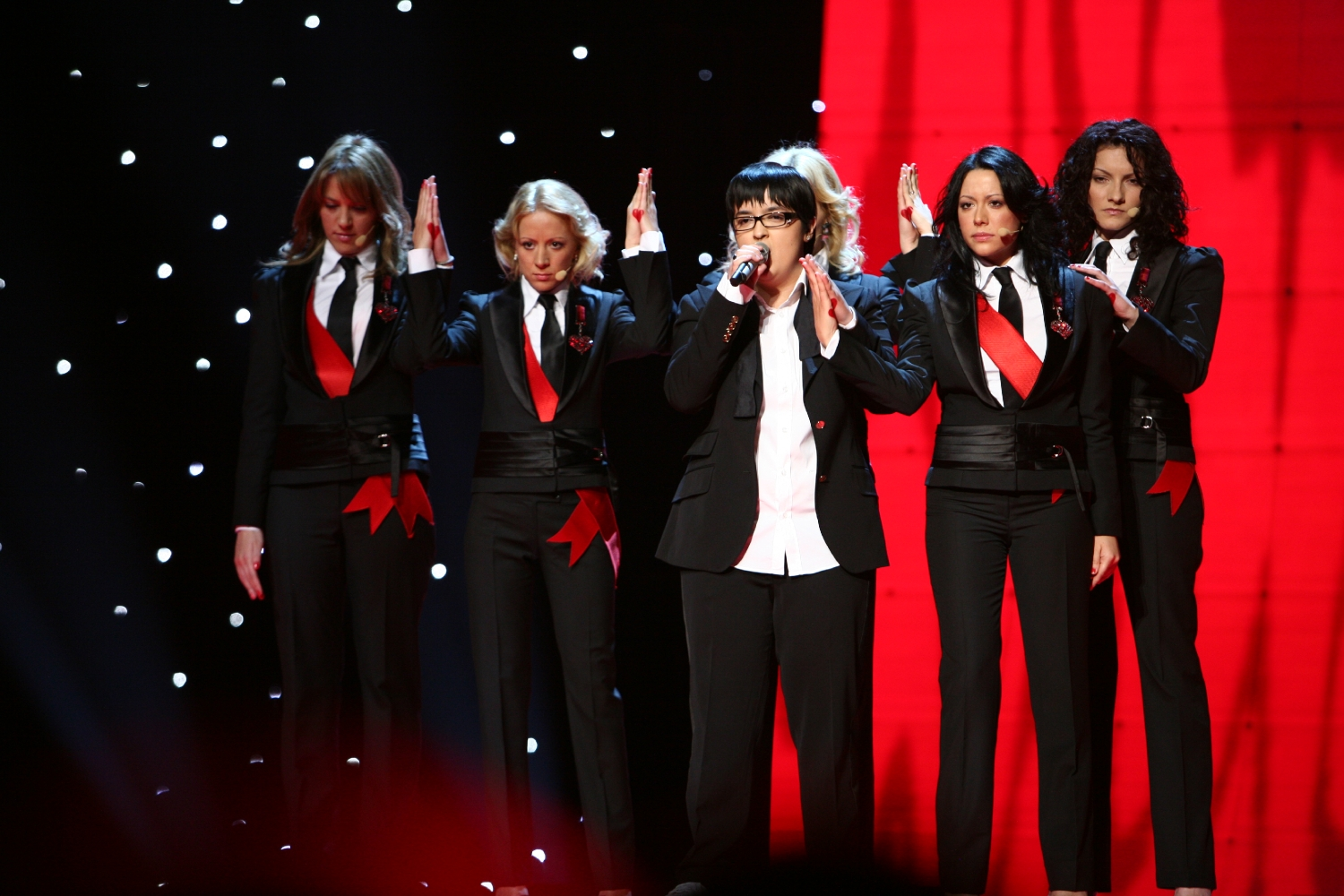
Marija Šerifović, đại diện Serbia, thắng giải năm 2007

- Ireland là nước thắng nhiều giải Eurovision nhất kể từ khi cuộc thi được khởi tranh vào năm 1956, với bảy lần bước lên bục vinh quang. Johnny Logan của Ireland thắng cuộc thi ba lần, hai lần với tư cách là ca sĩ (vào năm 1980 và 1987) và một lần là nhạc sĩ (tác giả của ca khúc "Why Me", đoạt giải năm 1992). Loreen của Thụy Điển là nghệ sĩ thứ hai thắng cuộc thi hai lần, vào năm 2012 và 2023.
- ABBA trở thành một trong những ban nhạc thành công nhất mọi thời đại, sau khi thắng cuộc thi năm 1974. Céline Dion khởi đầu sự nghiệp ca nhạc quốc tế sau khi thắng cuộc thi năm 1988.
- Ca khúc tham gia Eurovision được hát lại nhiều nhất là "Nel blu, dipinto di blu" (Volare), hạng 3 năm 1958, đã từng được nhiều ca sĩ nổi danh như Frank Sinatra, Cliff Richard, David Bowie, Dean Martin và nhiều người nữa hát lại.
- Năm 2008, 2011 và 2018 là những năm có nhiều quốc gia tham gia nhất, với 43 quốc gia tham dự. Cuộc thi được phát sóng trực tiếp tại hơn 40 quốc gia với phỏng chừng 200 triệu khán giả theo dõi, với mức kỷ lục là 2600 phóng viên đến từ khắp thế giới tường thuật.
- Vài quốc gia có lãnh thổ không thuộc châu Âu nhưng vẫn được tham dự cuộc thi: Israel tham gia từ năm 1973 (và cũng đã thắng cuộc thi 4 lần), Maroc tham gia lần đầu tiên và duy nhất vào năm 1980, và Úc là quốc gia mới nhất tham dự cuộc thi, lần đầu tiên với cương vị là khách mời năm 2015 để kỷ niệm 60 năm phát sóng chương trình.

## Quốc gia tham gia

Những quốc gia từng tham gia:
Tham gia ít nhất một lần
Chưa bao giờ tham gia, mặc dù đủ điều kiện
Dự định tham gia, nhưng sau đó lại rút lui
Tham gia với tư cách là một phần của một quốc gia khác, nhưng chưa bao giờ là một quốc gia có chủ quyền

| Năm  | Quốc gia tham gia cuộc thi lần đầu tiên                 |
| ---- | ------------------------------------------------------- |
| 1956 | Bỉ, Pháp, Đức, Ý, Luxembourg, Hà Lan, Thụy Sĩ           |
| 1957 | Áo, Đan Mạch, Anh Quốc                                  |
| 1958 | Thụy Điển                                               |
| 1959 | Monaco                                                  |
| 1960 | Na Uy                                                   |
| 1961 | Phần Lan, Tây Ban Nha, Nam Tư                           |
| 1964 | Bồ Đào Nha                                              |
| 1965 | Ireland                                                 |
| 1971 | Malta                                                   |
| 1973 | Israel                                                  |
| 1974 | Hy Lạp                                                  |
| 1975 | Thổ Nhĩ Kỳ                                              |
| 1980 | Maroc                                                   |
| 1981 | Síp                                                     |
| 1986 | Iceland                                                 |
| 1993 | Bosna và Hercegovina, Croatia, Slovenia                 |
| 1994 | Estonia, Hungary, Litva, Ba Lan, România, Nga, Slovakia |
| 1996 | Bắc Macedonia                                           |
| 2000 | Latvia                                                  |
| 2003 | Ukraina                                                 |
| 2004 | Albania, Andorra, Belarus, Serbia và Montenegro         |
| 2005 | Bulgaria, Moldova                                       |
| 2006 | Armenia                                                 |
| 2007 | Séc, Gruzia, Montenegro, Serbia                         |
| 2008 | Azerbaijan, San Marino                                  |
| 2015 | Úc                                                      |

1. ↑  Tham dự với tư cách Tây Đức trước năm 1990, Đông Đức chưa từng cử đại diện tham dự, luôn thi đấu với tên gọi "Đức" ở tất cả những lần tham gia; ngoại trừ vào năm 1967 tham gia với tên gọi "Cộng hòa Liên bang Đức", vào năm 1976 tham gia với tên gọi "Tây Đức".
2. ↑  Tham dự với tư cách "Cộng hòa Liên bang Xã hội chủ nghĩa Nam Tư" trước năm 1991, sau đó tiếp tục thi đấu với tư cách "Cộng hòa Liên bang Nam Tư" hay "Serbia và Montenegro".
3. ↑  Tham dự với tư cách "Cựu Cộng hòa Nam Tư Macedonia" (hay F.Y.R. Macedonia) trước năm 2019.
4. ↑  Tham dự với tư cách khách mời của chương trình từ năm 2015.

## Những cuộc thi cho đến nay
| Năm  | Nơi tổ chức và tên cuộc thi                                                       | Quốc gia thắng giải                     | Ca khúc                                                                 | Nghệ sĩ                                 | Hạng 2 và 3                                                                                  |
| ---- | --------------------------------------------------------------------------------- | --------------------------------------- | ----------------------------------------------------------------------- | --------------------------------------- | -------------------------------------------------------------------------------------------- |
| 1956 | Gran Premio Eurovisione della Canzone Europea (Lugano, Thụy Sĩ)                   | Thụy Sĩ                                 | "Refrain"                                                               | Lys Assia                               | Không được công bố                                                                           |
| 1957 | Grand Prix Eurovision (Frankfurt am Main, Đức)                                    | Hà Lan                                  | "Net als toen"                                                          | Corry Brokken                           | 2. "La belle amour", Pháp 3. "Skibet skal sejle i nat", Đan Mạch                             |
| 1958 | Grand Prix Eurovision de la Chanson Européenne (Hilversum, Hà Lan)                | Pháp                                    | "Dors mon amour"                                                        | André Claveau                           | 2. "Giorgio", Thụy Sĩ 3. "Nel blu, dipinto di blu", Ý                                        |
| 1959 | Grand Prix Eurovision de la Chanson Européenne (Cannes, Pháp)                     | Hà Lan                                  | "Een beetje"                                                            | Teddy Scholten                          | 2. "Sing Little Birdie", Anh Quốc 3. "Oui, oui, oui, oui", Pháp                              |
| 1960 | Eurovision Song Contest (Luân Đôn, Anh Quốc)                                      | Pháp                                    | "Tom pillibi"                                                           | Jacqueline Boyer                        | 2. "Looking High, High, High", Anh Quốc 3. "Ce soir-là", Monaco                              |
| 1961 | Grand Prix Eurovision de la Chanson Européenne (Cannes, Pháp)                     | Luxembourg                              | "Nous les amoureux"                                                     | Jean-Claude Pascal                      | 2. "Are You Sure?", Anh Quốc 3. "Nous aurons demain", Thụy Sĩ                                |
| 1962 | Grand Prix Eurovision de la Chanson Européenne (Thành phố Luxembourg, Luxembourg) | Pháp                                    | "Un premier amour"                                                      | Isabelle Aubret                         | 2. "Dis rien", Monaco 3. "Petit bonhomme", Luxembourg                                        |
| 1963 | Eurovision Song Contest (Luân Đôn, Anh Quốc)                                      | Đan Mạch                                | "Dansevise"                                                             | Grethe & Jørgen Ingmann                 | 2. "T'en va pas", Thụy Sĩ 3. "Uno per tutte", Ý                                              |
| 1964 | Grand Prix Eurovision (Copenhagen, Đan Mạch)                                      | Ý                                       | "Non ho l'età"                                                          | Gigliola Cinquetti                      | 2. "I Love the Little Things", Anh Quốc 3. "Où sont-elles passées", Monaco                   |
| 1965 | Gran Premio Eurovisione della Canzone (Napoli, Ý)                                 | Luxembourg                              | "Poupée de cire, poupée de son"                                         | France Gall                             | 2. "I Belong", Anh Quốc 3. "N'avoue jamais", Pháp                                            |
| 1966 | Grand Prix Eurovision de la Chanson Européenne (Thành phố Luxembourg, Luxembourg) | Áo                                      | "Merci chérie"                                                          | Udo Jürgens                             | 2. "Nygammal vals eller hip man svinaherde", Thụy Điển 3. "Intet er nytt under solen", Na Uy |
| 1967 | Grand Prix de la Chanson (Viên, Áo)                                               | Anh Quốc                                | "Puppet On a String"                                                    | Sandie Shaw                             | 2. "If I Could Choose", Ireland 3. "Il doit faire beau là-bas", Pháp                         |
| 1968 | Eurovision Song Contest (Luân Đôn, Anh Quốc)                                      | Tây Ban Nha                             | "La, la, la"                                                            | Massiel                                 | 2. "Congratulations", Anh Quốc 3. "La source", Pháp                                          |
| 1969 | Gran Premio de la Canción de Eurovision (Madrid, Tây Ban Nha)                     | Tây Ban Nha Pháp Hà Lan Anh Quốc        | "Vivo cantando" "Un jour, un enfant" "De troubadour" "Boom Bang-a-Bang" | Salomé Frida Boccara Lenny Kuhr Lulu    | Không có, do 4 quốc gia chung hạng quán quân                                                 |
| 1970 | Eurovisie Songfestival (Amsterdam, Hà Lan)                                        | Ireland                                 | "All Kinds of Everything"                                               | Dana                                    | 2. "Knock, Knock, Who's There", Anh Quốc 3. "Wunder gibt es immer wieder", Đức               |
| 1971 | Eurovision Song Contest (Dublin, Ireland)                                         | Monaco                                  | "Un banc, un arbre, une rue"                                            | Séverine                                | 2. "En un mundo nuevo", Tây Ban Nha 3. "Diese welt", Đức                                     |
| 1972 | Eurovision Song Contest (Edinburgh, Anh Quốc)                                     | Luxembourg                              | "Après toi"                                                             | Vicky Leandros                          | 2. "Beg, Steal or Borrow", Anh Quốc 3. "Nur die Liebe lässt uns leben", Đức                  |
| 1973 | Concours Eurovision de la Chanson (Thành phố Luxembourg, Luxembourg)              | Luxembourg                              | "Tu te reconnaîtras"                                                    | Anne-Marie David                        | 2. "Eres tú", Tây Ban Nha 3. "Power to All Our Friends", Anh Quốc                            |
| 1974 | Eurovision Song Contest (Brighton, Anh Quốc)                                      | Thụy Điển                               | "Waterloo"                                                              | ABBA                                    | 2. "Sì", Ý 3. "I See a Star", Hà Lan                                                         |
| 1975 | Eurovision Song Contest (Stockholm, Thụy Điển)                                    | Hà Lan                                  | "Ding-a-dong"                                                           | Teach-In                                | 2. "Let Me Be the One", Anh Quốc 3. "Era", Ý                                                 |
| 1976 | Eurovisie Songfestival (Den Haag, Hà Lan)                                         | Anh Quốc                                | "Save Your Kisses for Me"                                               | Brotherhood of Man                      | 2. "Un, deux, trois", Pháp 3. "Toi, la musique et moi", Monaco                               |
| 1977 | Eurovision Song Contest (Luân Đôn, Anh Quốc)                                      | Pháp                                    | "L'oiseau et l'enfant"                                                  | Marie Myriam                            | 2. "Rock Bottom", Anh Quốc 3. "It's Nice to Be in Love Again", Ireland                       |
| 1978 | Concours Eurovision de la Chanson (Paris, Pháp)                                   | Israel                                  | "A-Ba-Ni-Bi"                                                            | Yizhar Cohen & Alpha Beta               | 2. "L'amour ca fait chanter la vie", Bỉ 3. "Il y aura toujours des violons", Pháp            |
| 1979 | Eurovision Song Contest (Jerusalem, Israel)                                       | Israel                                  | "Hallelujah"                                                            | Milk and Honey                          | 2. "Su canción", Tây Ban Nha 3. "Je suis l'enfant-soleil", Pháp                              |
| 1980 | Eurovisie Songfestival (Den Haag, Hà Lan)                                         | Ireland                                 | "What's Another Year"                                                   | Johnny Logan                            | 2. "Theater", Đức 3. "Love Enough for Two", Anh Quốc                                         |
| 1981 | Eurovision Song Contest (Dublin, Ireland)                                         | Anh Quốc                                | "Making Your Mind Up"                                                   | Bucks Fizz                              | 2. "Johnny Blue", Đức 3. "Humanahum", Pháp                                                   |
| 1982 | Eurovision Song Contest (Harrogate, Anh Quốc)                                     | Đức                                     | "Ein bißchen Frieden"                                                   | Nicole                                  | 2. "Hora", Israel 3. "Amour on t'aime", Thụy Sĩ                                              |
| 1983 | Eurovision Song Contest (München, Đức)                                            | Luxembourg                              | "Si la vie est cadeau"                                                  | Corinne Hermès                          | 2. "Chai", Israel 3. "Främling", Thụy Điển                                                   |
| 1984 | Concours Eurovision de la Chanson (Thành phố Luxembourg, Luxembourg)              | Thụy Điển                               | "Diggi-Loo Diggi-Ley"                                                   | Herreys                                 | 2. "Terminal 3", Ireland 3. "Lady Lady", Tây Ban Nha                                         |
| 1985 | Eurovision Song Contest (Göteborg, Thụy Điển)                                     | Na Uy                                   | "La det swinge"                                                         | Bobbysocks                              | 2. "Für alle", Đức 3. "Bra vibrationer", Thụy Điển                                           |
| 1986 | Eurovision Song Contest (Bergen, Na Uy)                                           | Bỉ                                      | "J'aime la vie"                                                         | Sandra Kim                              | 2. "Pas pour moi", Thụy Sĩ 3. "L'amour de ma vie", Luxembourg                                |
| 1987 | Concours Eurovision de la Chanson (Bruxelles, Bỉ)                                 | Ireland                                 | "Hold Me Now"                                                           | Johnny Logan                            | 2. "Lass' die Sonne in Dein Herz", Đức 3. "Gente di mare", Ý                                 |
| 1988 | Eurovision Song Contest (Dublin, Ireland)                                         | Thụy Sĩ                                 | "Ne partez pas sans moi"                                                | Céline Dion                             | 2. "Go", Anh Quốc 3. "Ka' du se hva' jeg sa'", Đan Mạch                                      |
| 1989 | Concours Eurovision de la Chanson (Lausanne, Thụy Sĩ)                             | Nam Tư                                  | "Rock Me"                                                               | Riva                                    | 2. "Why Do I Always Get It Wrong?", Anh Quốc 3. "Vi maler byen rød", Đan Mạch                |
| 1990 | Eurovision Song Contest (Zagreb, Nam Tư, nay thuộc Croatia)                       | Ý                                       | "Insieme: 1992"                                                         | Toto Cutugno                            | 2. "White & Black Blues", Pháp 2. "Somewhere in Europe", Ireland                             |
| 1991 | Concorso Eurovisione della Canzone (Roma, Ý)                                      | Thụy Điển                               | "Fångad av en stormvind"                                                | Carola                                  | 2. "Le dernier qui a parlé...", Pháp 3. "Kan", Israel                                        |
| 1992 | Eurovision Song Contest (Malmö, Thụy Điển)                                        | Ireland                                 | "Why Me?"                                                               | Linda Martin                            | 2. "One Step Out of Time", Anh Quốc 3. "Little Child", Malta                                 |
| 1993 | Eurovision Song Contest (Millstreet, Ireland)                                     | Ireland                                 | "In Your Eyes"                                                          | Niamh Kavanagh                          | 2. "Better the Devil You Know", Anh Quốc 3. "Moi tout simplement", Thụy Sĩ                   |
| 1994 | Eurovision Song Contest (Dublin, Ireland)                                         | Ireland                                 | "Rock'n Roll Kids"                                                      | Paul Harrington & Charlie McGettigan    | 2. "To nie ja", Ba Lan 3. "Wir geben 'ne Party", Đức                                         |
| 1995 | Eurovision Song Contest (Dublin, Ireland)                                         | Na Uy                                   | "Nocturne"                                                              | Secret Garden                           | 2. "Vuelve conmigo", Tây Ban Nha 3. "Se på mig", Thụy Điển                                   |
| 1996 | Eurovision Song Contest (Oslo, Na Uy)                                             | Ireland                                 | "The Voice"                                                             | Eimear Quinn                            | 2. "I evighet", Na Uy 3. "Den vilda", Thụy Điển                                              |
| 1997 | Eurovision Song Contest (Dublin, Ireland)                                         | Anh Quốc                                | "Love Shine a Light"                                                    | Katrina and the Waves                   | 2. "Mysterious Woman", Ireland 3. "Dinle", Thổ Nhĩ Kỳ                                        |
| 1998 | Eurovision Song Contest (Birmingham, Anh Quốc)                                    | Israel                                  | "Diva"                                                                  | Dana International                      | 2. "Where Are You?", Anh Quốc 3. "The One That I Love", Malta                                |
| 1999 | Eurovision Song Contest (Jerusalem, Israel)                                       | Thụy Điển                               | "Take Me to Your Heaven"                                                | Charlotte Nilsson                       | 2. "All Out of Luck", Iceland 3. "Reise nach Jerusalem / Kudüs'e seyahat", Đức               |
| 2000 | Eurovision Song Contest (Stockholm, Thụy Điển)                                    | Đan Mạch                                | "Fly on the Wings of Love"                                              | Olsen Brothers                          | 2. "Solo", Nga 3. "My Star", Latvia                                                          |
| 2001 | Eurovision Song Contest (Copenhagen, Đan Mạch)                                    | Estonia                                 | "Everybody"                                                             | Tanel Padar, Dave Benton & 2XL          | 2. "Never Ever Let You Go", Đan Mạch 3. "Die for You", Hy Lạp                                |
| 2002 | Eurovision Song Contest (Tallinn, Estonia)                                        | Latvia                                  | "I Wanna"                                                               | Marie N                                 | 2. "7th Wonder", Malta 3. "Runaway", Estonia 3. "Come Back", Anh Quốc                        |
| 2003 | Eurovision Song Contest (Riga, Latvia)                                            | Thổ Nhĩ Kỳ                              | "Everyway That I Can"                                                   | Sertab Erener                           | 2. "Sanomi", Bỉ 3. "Ne ver, ne boisja", Nga                                                  |
| 2004 | Eurovision Song Contest (Istanbul, Thổ Nhĩ Kỳ)                                    | Ukraina                                 | "Wild Dances"                                                           | Ruslana                                 | 2. "Lane moje", Serbia và Montenegro 3. "Shake It", Hy Lạp                                   |
| 2005 | Eurovision Song Contest (Kyiv, Ukraina)                                           | Hy Lạp                                  | "My Number One"                                                         | Helena Paparizou                        | 2. "Angel", Malta 3. "Let Me Try", Romania                                                   |
| 2006 | Eurovision Song Contest (Athena, Hy Lạp)                                          | Phần Lan                                | "Hard Rock Hallelujah"                                                  | Lordi                                   | 2. "Never Let You Go", Nga 3. "Lejla", Bosna và Hercegovina                                  |
| 2007 | Eurovision Song Contest (Helsinki, Phần Lan)                                      | Serbia                                  | "Molitva"                                                               | Marija Šerifović                        | 2. "Dancing Lasha Tumbai", Ukraina 3. "Song #1", Nga                                         |
| 2008 | Eurovision Song Contest (Beograd, Serbia)                                         | Nga                                     | "Believe"                                                               | Dima Bilan                              | 2. "Shady Lady", Ukraina 3. "Secret Combination", Hy Lạp                                     |
| 2009 | Eurovision Song Contest (Moskva, Nga)                                             | Na Uy                                   | "Fairytale"                                                             | Alexander Rybak                         | 2. "Is It True?", Iceland 3. "Always", Azerbaijan                                            |
| 2010 | Eurovision Song Contest (Oslo, Na Uy)                                             | Đức                                     | "Satellite"                                                             | Lena                                    | 2. "We Could Be the Same", Thổ Nhĩ Kỳ 3. "Playing with Fire", Romania                        |
| 2011 | Eurovision Song Contest (Düsseldorf, Đức)                                         | Azerbaijan                              | "Running Scared"                                                        | Ell & Nikki                             | 2. "Madness of Love", Ý 3. "Popular", Thụy Điển                                              |
| 2012 | Eurovision Song Contest (Baku, Azerbaijan)                                        | Thụy Điển                               | "Euphoria"                                                              | Loreen                                  | 2. "Party for Everybody", Nga 3. "Nije ljubav stvar", Serbia                                 |
| 2013 | Eurovision Song Contest (Malmö, Thụy Điển)                                        | Đan Mạch                                | "Only Teardrops"                                                        | Emmelie de Forest                       | 2. "Hold Me", Azerbaijan 3. "Gravity", Ukraine                                               |
| 2014 | Eurovision Song Contest (Copenhagen, Đan Mạch)                                    | Áo                                      | "Rise Like a Phoenix"                                                   | Conchita Wurst                          | 2. "Calm After the Storm", Hà Lan 3. "Undo", Thụy Điển                                       |
| 2015 | Eurovision Song Contest (Viên, Áo)                                                | Thụy Điển                               | "Heroes"                                                                | Måns Zelmerlöw                          | 2. "A Million Voices", Nga 3. "Grande amore", Ý                                              |
| 2016 | Eurovision Song Contest (Stockholm, Thụy Điển)                                    | Ukraina                                 | "1944"                                                                  | Jamala                                  | 2. "Sound of Silence", Úc 3. "You Are the Only One", Nga                                     |
| 2017 | Eurovision Song Contest (Kyiv, Ukraina)                                           | Bồ Đào Nha                              | "Amar pelos dois"                                                       | Salvador Sobral                         | 2. "Beautiful Mess", Bulgaria 3. "Hey Mamma", Moldova                                        |
| 2018 | Eurovision Song Contest (Lisboa, Bồ Đào Nha)                                      | Israel                                  | "Toy"                                                                   | Netta                                   | 2. "Fuego", Síp 3. "Nobody but You", Áo                                                      |
| 2019 | Eurovision Song Contest (Tel Aviv, Israel)                                        | Hà Lan                                  | "Arcade"                                                                | Duncan Laurence                         | 2. "Soldi", Ý 3. "Scream", Nga                                                               |
| 2020 | Eurovision Song Contest (Rotterdam, Hà Lan)                                       | Cuộc thi bị hủy bỏ do đại dịch COVID-19 | Cuộc thi bị hủy bỏ do đại dịch COVID-19                                 | Cuộc thi bị hủy bỏ do đại dịch COVID-19 | Cuộc thi bị hủy bỏ do đại dịch COVID-19                                                      |
| 2021 | Eurovision Song Contest (Rotterdam, Hà Lan)                                       | Ý                                       | "Zitti e buoni"                                                         | Måneskin                                | 2. "Voilà", Pháp 3. "Tout l'univers", Thụy Sĩ                                                |
| 2022 | Eurovision Song Contest (Torino, Ý)                                               | Ukraina                                 | "Stefania"                                                              | Kalush Orchestra                        | 2. "Space Man", Anh Quốc 3. "SloMo", Tây Ban Nha                                             |
| 2023 | Eurovision Song Contest (Liverpool, Anh Quốc)                                     | Thụy Điển                               | "Tattoo"                                                                | Loreen                                  | 2. "Cha Cha Cha", Phần Lan 3. "Unicorn", Israel                                              |
| 2024 | Eurovision Song Contest (Malmö, Thụy Điển)                                        | Thụy Sĩ                                 | "The Code"                                                              | Nemo                                    | 2. "Rim Tim Tagi Dim", Croatia 3. "Teresa & Maria", Ukraina                                  |
| 2025 | Eurovision Song Contest (Basel, Thụy Sĩ)                                          | Áo                                      | "Wasted Love"                                                           | JJ                                      | 2. "New Day Will Rise", Israel 3. "Espresso Macchiato", Estonia                              |
| 2026 | Eurovision Song Contest (Viên, Áo)                                                | Sắp diễn ra                             | Sắp diễn ra                                                             | Sắp diễn ra                             | Sắp diễn ra                                                                                  |